# Mapes d'Egerton 2803
Els mapes d'Egerton 2803 componen un atles de vint cartes portolanes genoveses datades al voltant de 1508 o 1510 i atribuïdes a Vesconte Maggiolo. Els mapes manuscrits representen diverses regions del Vell i el Nou Món, combinant coneixements cartogràfics espanyols i portuguesos. S'han assenyalat com els primers mapes no amerindis d' Amèrica Mitjana i, conjuntament, com un dels atles portolans més antics d'Amèrica. Els mapes van ser adquirits per a la Col·lecció Egerton el 1895, publicats en forma de facsímil el 1911, i ara es troben a la British Library de Londres, Anglaterra. 

## Història
Se sap molt poc de la procedència de l'atles, ja que la col·lecció de manuscrits que la conté, Egerton MS 2803, titulada Atlas of Portolan Charts, no està ni signada ni datada. L'historiador Edward L Stevenson va suggerir Maggiolo l'any 1508 com el possible origen de l'atles, basant-se en certes característiques que caracteritzen l'autor en diversos gràfics, i les dates a les taules astronòmiques que segueixen l'atles dins de la col·lecció. Abans de Stevenson, l'historiador Henry Harrisse havia suggerit el 1507, mentre que Johannes Denucé havia suggerit el 1510, argumentant que els seus topònims indiquen una composició de viatge posterior a Pinzon-Solis.
La col·lecció de manuscrits que conté l'atles va ser adquirida pel Museu Britànic el 1895. Les còpies facsímil de tots els folis van ser preses per primera vegada per Stevenson i publicades el 1911 per la Hispanic Society of America.

## Contingut
Cada portolan presenta una rosa central de 32 vents, però la seva xarxa de rosa dels vents no té l'anell habitual de 16 vèrtexs i està dibuixada de manera imprecisa. Es marquen alguns paral·lelismes. Els topònims s'escriuen en grec, llatí, italià. Les costes estan representades amb força fidelitat per al Vell Món, i amb una mica menys de precisió per al Nou Món.

## Llista dels mapes d'Egerton 2803.[7]
| Foli | Abast             | Escanejat  | Nota                                                                                   |
| ---- | ----------------- | ---------- | -------------------------------------------------------------------------------------- |
| 1v   | Món               | Commons    | incloent el contorn aproximat de les costes orientals del Nou Món fins a la Pampa Seca |
| 2r   | Mar Càspia        | HathiTrust | –                                                                                      |
| 2v   | Mar Negra         | HathiTrust | amb mars d'Azov i Màrmora                                                              |
| 3r   | Mediterrani       | HathiTrust | est, des del Llevant fins al cap Matapan                                               |
| 3v   | Mar Egea          | HathiTrust | –                                                                                      |
| 4r   | Mar Adriàtica     | HathiTrust | amb costes italianes                                                                   |
| 4v   | Mediterrani       | HathiTrust | central, des del cap Bon fins al cap Matapan                                           |
| 5r   | Mediterrani       | HathiTrust | oest, des de Cartagena fins al Cap Bon                                                 |
| 5v   | Península Ibèrica | HathiTrust | sud i oest, incloent-hi el nord-oest d'Àfrica i les illes de Madeira                   |
| 6r   | Golf de Biscaia   | HathiTrust | incloent el Canal de la Mànega i el sud d'Irlanda                                      |
| 6v   | Illes Britàniques | HathiTrust | inclosos els països baixos                                                             |
| 7r   | Mar Bàltic        | HathiTrust | inclosa Jutlàndia                                                                      |
| 7v   | Amèrica Central   | Commons    | nord, amb contorn puntejat del golf de Mèxic                                           |
| 8r   | Carib             | Commons    | amb Amèrica Central i del Sud fins a l'Orinoco                                         |
| 8v   | Atlàntic          | Commons    | nord, amb el nord-oest d'Àfrica, Europa occidental, Labrador, Terranova                |
| 9r   | Amèrica del Sud   | Commons    | nord-est fins a Jequià, amb una secció d'Àfrica occidental                             |
| 9v   | Àfrica            | HathiTrust | a l'oest i al sud de Sierra Leone fins a Rio do Infante                                |
| 10r  | Àfrica            | HathiTrust | a l'est, amb els mars Roig i Aràbia, golf Pèrsic                                       |
| 10v  | L'Índia           | HathiTrust | –                                                                                      |
| 11r  | Extrem Orient     | HathiTrust | a l'est fins al Japó                                                                   |

## Anàlisi
Es creu que els mapes representen els descobriments recents del quart viatge de Colom, el viatge Pinzon–Solis, els viatges de Vespucci a Amèrica del Sud, els viatges de Corte-Real a Labrador i els viatges de Gama – Cabral a Àfrica i l'oceà Índic. La nomenclatura d'Amèrica Central i del Sud, en particular, "és infinitament més rica i completa que qualsevol altre mapa d'Amèrica que ens coneixem fins als de Diego Ribeiro de 1527 i 1529".  Denucé va mostrar els mapes incloses, sense omissió, tots els topònims del viatge Pinzon–Solis, el mapa de Peter Martyr, i encara "dotzenes més la font precisa dels quals es desconeix".
Stevenson va suggerir que l'atles podria ser "no només l'atles portolà més antic conegut en les cartes del qual es troba qualsevol part del Nou Món, sinó l'atles més antic conegut en el qual les regions costaneres d'una gran part del món sencer estan representades amb un enfocament just de la precisió.'  David W Tilton va considerar que era el primer mapa conegut per "mostrar una costa a l'oest d'Hispaniola que es reconeix com a part d'Amèrica Central". Arthur Davies va concloure que l'atles "proporciona a les seves cartes del món el primer resum complet i actualitzat de les exploracions portugueses i espanyoles fins a aquell moment".
Stevenson assenyala una "semblança sorprenent" dels gràfics del subcontinent indi i de l'Extrem Orient amb les parts rellevants dels mapes Cantino, Canerio i Waldseemüller Carta Marina. Siebold assenyala que els mapes semblen implicar que les Amèriques s'uneixen a Àsia, concepte que "és completament diferent de la cosmografia i els mapes portuguesos", suggerint així "un origen espanyol i no portuguès". Simonetta Conti assenyala de la mateixa manera, "és clar que ells [el cartògraf] devia estar molt familiaritzat amb el treball dels primers autors del Padrón Real, com es desprèn de la gran quantitat de topònims que s'estenen des de la zona propera a Yucatán fins a les terres de Santa Cruz. ' 